# Teodorico (antipapa)
Teodorico, antipapa entre 1100 y 1101.
El 8 de septiembre de 1100, los seguidores del fallecido antipapa Clemente III, de manera secreta entronizaron al obispo de Albano, como sucesor de Clemente III en la antigua Basílica de San Pedro, con el nombre pontifical de Teodorico. Al año siguiente fue llevado ante el papa Pascual II, quien lo condenó, lo declaró antipapa, y lo desterró al monasterio de La Cava, en Salerno. Allí moriría meses más tarde en 1102, según el epitafio que se conserva en la cripta del monasterio. 
Fue sucedido en el cargo por el antipapa Alberto en 1102.
- Datos: Q356628